# 律师失职
律师失职（legal malpractice、律師瀆職、律師的玩忽職守、瀆職罪）是指因律師的疏忽、違反信託義務，或違反契約的期限，因此對客戶造成傷害的行為。這種情況發生在當律師以自己的利益行事、而不是履行為客戶利益行事的義務時，並而損害客戶的利益。當律師違反客戶所代表的契約時，也可能會出現律師瀆職的情況。